# Michał Białk
Michał Białk (* 4. März 1982 in Krakau) ist ein polnischer Pianist.
Neben seiner solistischen Konzerttätigkeit arbeitet er regelmäßig mit dem Hamburg Ballett von John Neumeier. Seine Interpretationen werden häufig für ihre emotionale Tiefe, bestechende technische Sicherheit sowie künstlerische Wahrhaftigkeit gelobt.

## Leben und Werdegang
Michał Białk studierte in Freiburg, Amsterdam, Paris, Rostock und Wien. Er erhielt ein Stipendium der renommierten Peter Fuld Stiftung Frankfurt sowie den Preis für junge Künstler der Stiftung Pro Europa im Europäischen Parlament in Straßburg.
Er arbeitete unter anderem mit Elza Kolodin, Matthias Kirschnereit und Oleg Maisenberg zusammen.
Mit 17 Jahren gewann er 1999 den Internationalen Chopin-Wettbewerb in Ankara und sorgte damit für Aufsehen. Es folgten weitere Preise bei internationalen Wettbewerben in Frankreich, Italien und Spanien.
Michał Białk konzertiert seit seinem Debüt an der Krakauer Philharmonie regelmäßig in vielen Ländern Europas und der Welt u. a. im Wiener Musikverein, im Stadtcasino Basel, im Konserthuset in Stockholm oder im Salle Cortot in Paris, beim Festival International de Colmar und beim Schleswig-Holstein Musik Festival. Er tritt als Solist mit Orchestern wie z. B. Wiener Kammerorchester, Hamburger Philharmoniker, Tokyo Philharmonic Orchestra, Bilkent Symphony Orchestra und Hamburger Symphoniker auf.
Zu seinen Partnern zählen Nathan Brock, Markus Lehtinen, Maciej Niesiolowski, Simon Hewett, Stefan Vladar und Marek Pijarowski.
Mit dem Hamburg Ballett John Neumeier übernahm Michał Białk den Soloklavierpart bei mehreren Balletten des Ausnahmechoreographen: Kameliendame, Lieder der Nacht, Vaslaw, Old Friends, Bernstein Serenade, Endstation Sehnsucht, Chopin Dances und Beethoven Projekt. Mehrmals ging er mit der Hamburger Companie auf Tour – so z. B. ins Festspielhaus Baden-Baden, zum Festival dei Due Mondi in Spoleto, ins Bunka Kaikan in Tokyo, ins Joyce Theater in New York und ins Wiener Theater an der Wien.
Unter der Leitung von Markus Lehtinen wirkte Michał Białk außerdem als Solist an der Wiener Staatsoper im Ballett „Before Nightfall“ (Bohuslav Martinu – Doppelkonzert für zwei Streichorchester, Klavier und Pauken H271, Orchester der Wiener Staatsoper und Wiener Staatsballett) mit.

## Aufnahmen (Auswahl)
- Fryderyk Chopin: Polonaise op. 53 As-Dur, Nocturne op. 15 Nr. 2 Fis-Dur, Nocturne op. 48 Nr. 2 fis-moll, Ballade op. 23, g-moll, Drei Mazurken op. 56, Scherzo op. 20 h-moll, Ars Musici, 2006
- Ludwig van Beethoven, Sergej Prokofieff: Klaviersonaten: Prokofieff: Klaviersonate Nr. 2 d-moll op. 14, Beethoven: Klaviersonate Nr. 23 f-moll, op. 57 „Appassionata“, Ars Musici 2006
- Fryderyk Chopin: Nocturnes: B flat minor Op. 9 Nr. 1, F sharp major Op. 15 Nr. 2, B major Op. 32 Nr. 1, A flat major Op. 32 Nr. 2, G major Op. 37 Nr. 2, C minor Op. 48 Nr. 1, F sharp minor Op. 48 Nr. 2, E major Op. 62 Nr. 2, C minor Op. Posth., Ars Musici, 2008

## Auszeichnungen (Auswahl)
- Prix d’Espoir der Stiftung Pro Europa in Krakau
- Europäischer Förderpreis für junge Künstler bei der Kulturpreisverleihung im Europaparlament in Strasbourg
- beste Interpretation der Polnischen und Spanischen Musik